# Jaskinia Wołoszyńska Wyżnia
Jaskinia Wołoszyńska Wyżnia (Wołoszyńska Górna, Wołoszyńska Jaskinia) – jaskinia w Dolinie Białki w Tatrach Wysokich. Wejście do niej znajduje się we wschodnim zboczu Wołoszyna na wysokości 1150 metrów n.p.m., 20 metrów powyżej Jaskini Wołoszyńskiej Niżniej. Długość jaskini wynosi 44 metry, a jej deniwelacja 10,2 metra.

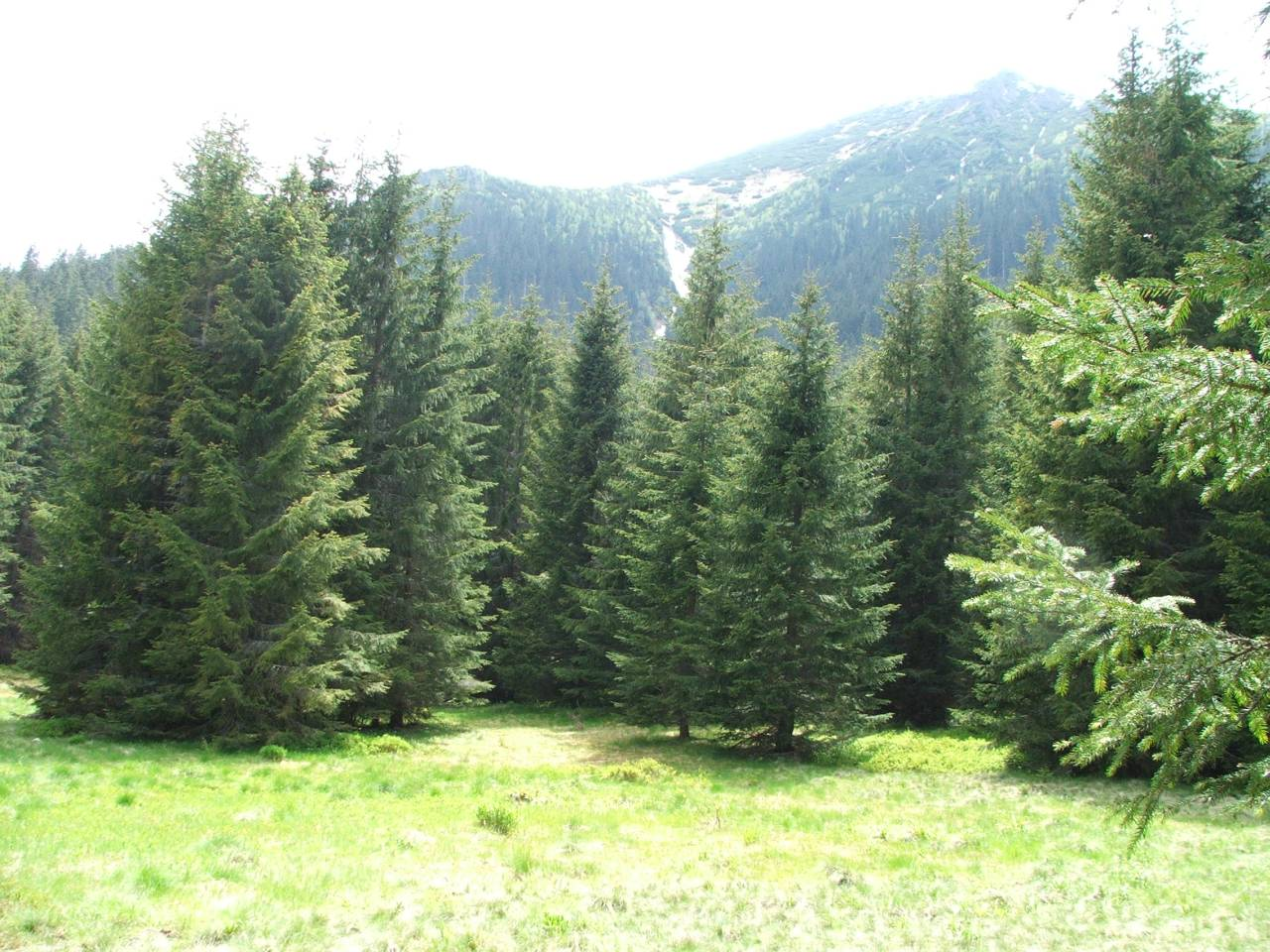
Polana pod Wołoszynem. Na wprost zbocza Wołoszyna

## Opis jaskini
Jaskinię stanowi ciąg którym płynie niewielki ciek wodny. Wypływa on przez duży otwór wejściowy na powierzchnię. Idąc nim pod prąd korytarzem dochodzi się po kilkunastu metrach do miejsca, gdzie znika on w ścianie. Dalej korytarz się kończy, a metr wcześniej znajduje się ciasne przejście do równoległego korytarza, który prowadzi do sali, gdzie znów płynie ten sam ciek wodny. Spada on z kaskadowych progów znajdujących się w sali i niknie w szczelinie. Idąc tymi progami dochodzi się do korytarza z płynącą wodą kończącego się po paru metrach zawaliskiem. Z tego właśnie zawaliska wypływa ciek. W bok odchodzi tu krótki korytarzyk również z płynącą wodą. 

## Przyroda
W jaskini brak jest nacieków. Stan wody w niej jest zmienny, zależny od warunków atmosferycznych na powierzchni. Przy dużych opadach woda płynie wszędzie uniemożliwiając dotarcie do końca jaskini.
W początkowej części korytarza, przy otworze, rosną glony, porosty i mchy. 

## Historia odkryć
Jaskinię odkrył Stefan Zwoliński w 1950 roku. Sporządził jej plan ale go nie opublikował. 
Pierwszy opublikowany plan jaskini sporządził Kazimierz Kowalski w 1953 roku.